# Kosmos 2501
Kosmos 2501, ruski navigacijski satelit (globalno pozicioniranje) iz programa Kosmos. Vrste je GLONASS-K (Glonass K1 br. 702K, Uragan-K1 br. 12 L). 
Lansiran je 30. studenoga 2014. godine u 21:52 s kozmodroma Pljesecka s mjesta 43/4. Lansiran je u srednje visoku orbitu oko planeta Zemlje raketom nosačem Sojuz-2.1b/Fregat. Orbita mu je 19155 km u perigeju i 19199 km u apogeju. Orbitna inklinacija mu je 64,82°. Spacetrackov kataloški broj je 40315. COSPARova oznaka je 2014-075-A. Zemlju obilazi u 677,60 minuta. Pri lansiranju bio je mase 962 kg.
Manji je od prijašnjih Glonassovih platforma i prenosi više navigacijskih signala te je projektiran da će moći duže trajati, barem deset godina. Ima pet navigacijskih kanala, četiri na posebnim pojasima L1 i L3 i jedan za civilne namjene u pojasu L3.  GLONASS daje točnost od 100 metara sa signalima C/A (namjerno degradiranima) i točnost od 10 do 20 metara za signale P (vojne). Letjelica je u orbitu ponijela instrumente međunarodno sustava potrage i spašavanja KOSPAS-SARSAT.
Razgonski blok (međuorbitni tegljač) Fregat 14S44 br. 1044 ostao je iz ove misije u srednje visokoj orbiti par stotina kilometara višoj od satelita.

## Vanjske poveznice
- Glonass  Arhivirana inačica izvorne stranice od 18. lipnja 2006. (Wayback Machine) (rus.)
- Glonass Constellation Status (engl.)
- N2YO.com Search Satellite Database (engl.)
- Celes Trak SATCAT Format Documentation (engl.)
- Kunstman  Arhivirana inačica izvorne stranice od 12. kolovoza 2019. (Wayback Machine) Satellites in Orbit (engl.)